# マサーフェル・ヤッタ

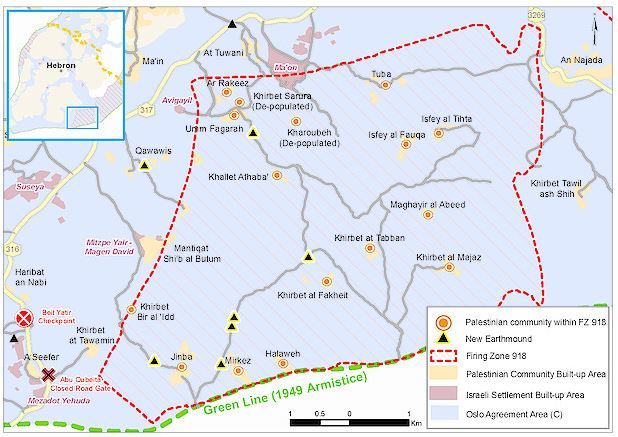
ヨルダン川西岸地区ヘブロン丘陵のマサーフェル・ヤッタ

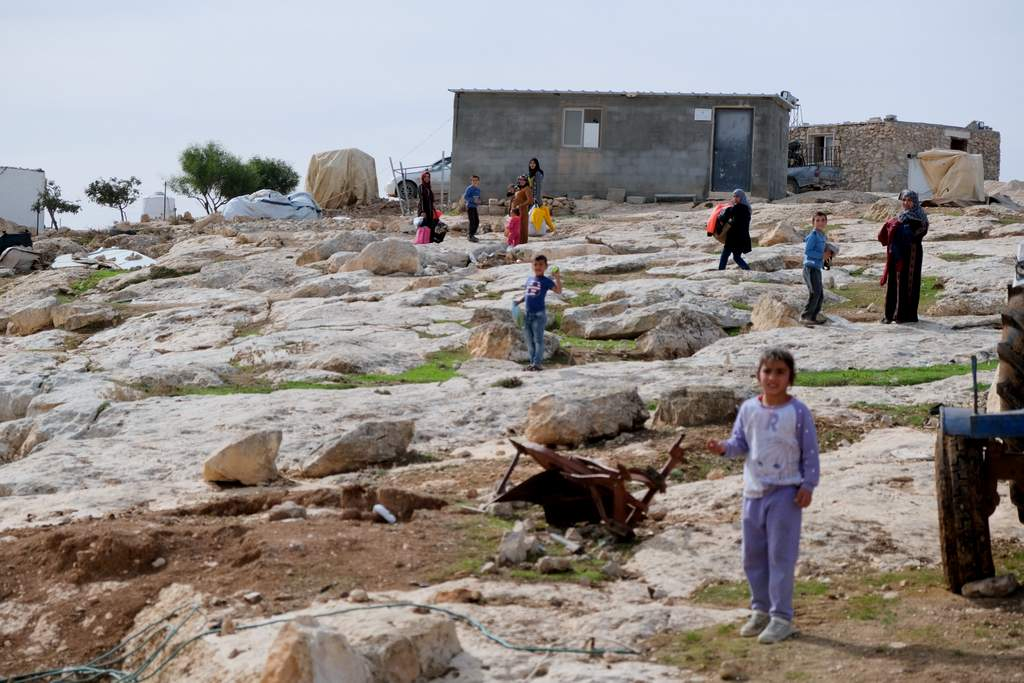
マサーフェル・ヤッタのKhirbat al-Mufkara、2021年

マサーフェル・ヤッタ (アラビア語: مسافر يطا、英語: Masafer Yatta または Mosfaret Yatta) は、パレスチナのヨルダン川西岸地区ヘブロン県南部にある19のパレスチナ人村落の集まりで、ヘブロン市の南14キロメートルから24キロメートルの南ヘブロン丘陵に位置する。これらの村落はヤッタの市行政境内にある。マサーフェルという名称は、ヤッタから移動するのに必要な長距離に基づく「旅する」、または「何にも」適していないという地元の伝承に基づく「何もない」という意味のアラビア語に由来すると考えられている。

## 人口と行政
パレスチナ中央統計局によると、マサーフェル・ヤッタを構成する6つの地区（Khirbet Asafi、Mantiqat Shi'b al Batim、Khirbet Tawil ash Shih、Maghayir al-Abeed、Khirbet al Fakheit、Khirbet Bir al-Idd）の2007年の人口は768人だった。2022年のイスラエルの追放命令の影響を受けた8つの村落の人口は1,144人で、その半分は子供であった。住民世帯の殆どが農畜産業に従事しており、2009年には14,000頭の羊と2,000頭近くの山羊が畜産されていることが記録されている。近隣のアッ＝トゥワニ村は、マサーフェル・ヤッタのベドウィン地域の中心地として機能している。マサーフェル・ヤッタの地方行政は、パレスチナ自治政府の地方行政省によって任命された委員からなる地方開発委員会の施政下にある。

## 歴史
1881年、英国のパレスチナ探査基金（PEF）は、Shảb el Butm（「テレビンスの短い若枝または発育不全の枝」を意味する）、Tuweil esh Shîh（「アルテミシアの頂または尾根」を意味する）、Khŭrbet el Fekhît（「亀裂の遺跡」を意味する）、およびKhŭrbet Bîr el 'Edd（「永続的な井戸の遺跡」を意味する）、という場所を記録した。
PEFは、Khŭrbet Bîr el 'Eddでは、「遺跡の痕跡と貯水槽」を記録し、Khŭrbet el Fekhîtでは「遺跡の痕跡と洞窟」を記録した。

### イスラエルの占領
マサーフェル・ヤッタは、1967年の第三次中東戦争以来イスラエルの占領下に置かれている。
この村落群はヨルダン川西岸地区の「C地区」の一部となっており、イスラエルが全面的に軍事及び民政を統治していることを意味する。この地域はイスラエル国防軍（IDF）による軍事訓練に使用されており、同軍によって「ファイアリング・ゾーン918（演習場）」と名付けられたが、1981年の閣僚議事録によれば、アリエル・シャロンはこの演習場への土地利用形態の変更の目的は地元のパレスチナ住民を追放することを可能にするためだと明言したと後に判明した。これによって1,000人以上のパレスチナ人が自宅や土地から追放される危険にさらされている。
ガーディアン紙によると、「ここのパレスチナ人の貯水槽、ソーラーパネル、道路、建物は、建築許可がないという理由で頻繁に取り壊されているが、（行政権を司るイスラエル当局から）建築許可を取得することはほぼ不可能である一方で、周囲の違法なイスラエル人入植地は繁栄している。主に牧畜民のコミュニティで、灼熱の夏と凍てつく冬を通してヤギやヒツジを飼育している。」イスラエルの前哨地ミツペ・ヤイルに最も近いKhirbet Bir al-Iddでは、貯水槽に動物の死骸が投げ込まれ破壊されたと報告されている。パレスチナ人は、「イスラエルの入植者がこの破壊行為の背後にいると思われる」と主張している。
イスラエル当局は、この地域の村落は、イスラエルがIDFのファイアリング・ゾーンと宣言した後にヤッタの町の人々が「侵入」して1980年代に初めて出現したと主張し、住民をヤッタに移住させようとした。
村人たちは、イスラエルの占領前にこの地域に住んでいた証拠があるとして、イスラエル最高裁判所に上告した。彼らの上告は、近郊の1966年のイスラエルによるアッ＝サムウ攻撃の際、ジンバの村人たちが被害を受けたという事実に基づいており、国際連合は、IDFによって爆破された15軒の家屋を直後に記録していた。その被害は当時この地域を統治していたヨルダン政府によってすぐに正式に認められ、1967年4月と5月に住民に対して損失の補償が支払われた。それは破壊された石造りの家屋1軒につき350ディナール、殺されたラクダ1頭につき100ディナール、羊1頭につき7ディナールというものだった。これに対し、爆破されたのはベドウィンのテントだったという主張がある。しかし、イスラエルの地理学者Natan Shalemは、1931年に出版した著書『ミドバル・イェフダ（ユダヤ砂漠）』の中で、そこにある村々のいくつかはベドウィンの遊牧民の野営地ではなかったと述べている。ジンバ、Markaz,、Al-Mafkara、Fakhit、Thaban、Al-Majaz、Sarura、Simra、Mughayer Al-Abid、Halawa、Sfei、Rakiz、Tuba、そしてKhalet a-Daba など、占領されるずっと以前から、ヤッタ郊外に人が住んでいたことを証明する証拠もあった。

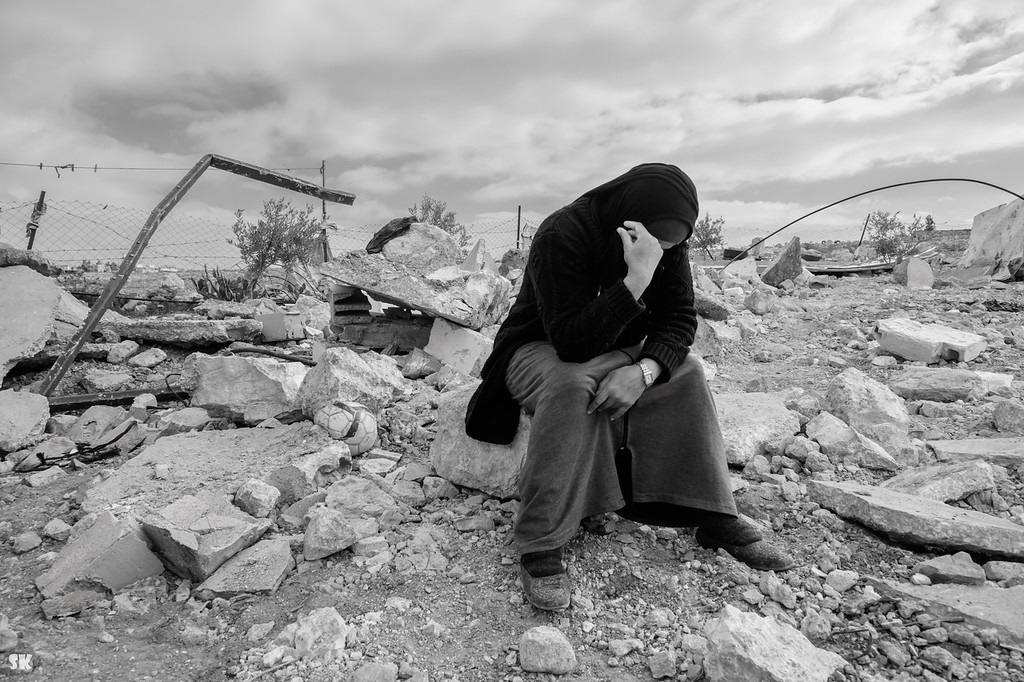
2023年1月、イスラエル当局によって破壊されたマサフェール・ヤッタの自宅の瓦礫の上に座る女性

### イスラエル入植者による攻撃

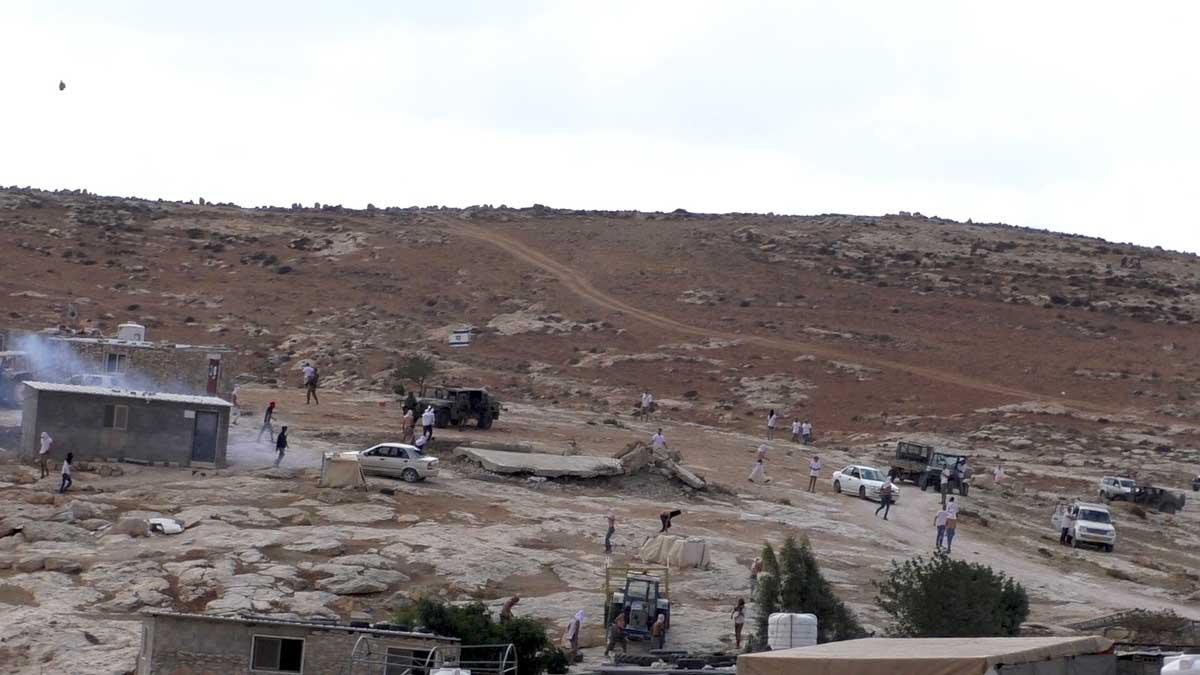
2021年9月入植者に攻撃されるKhirbat al-Mufkara

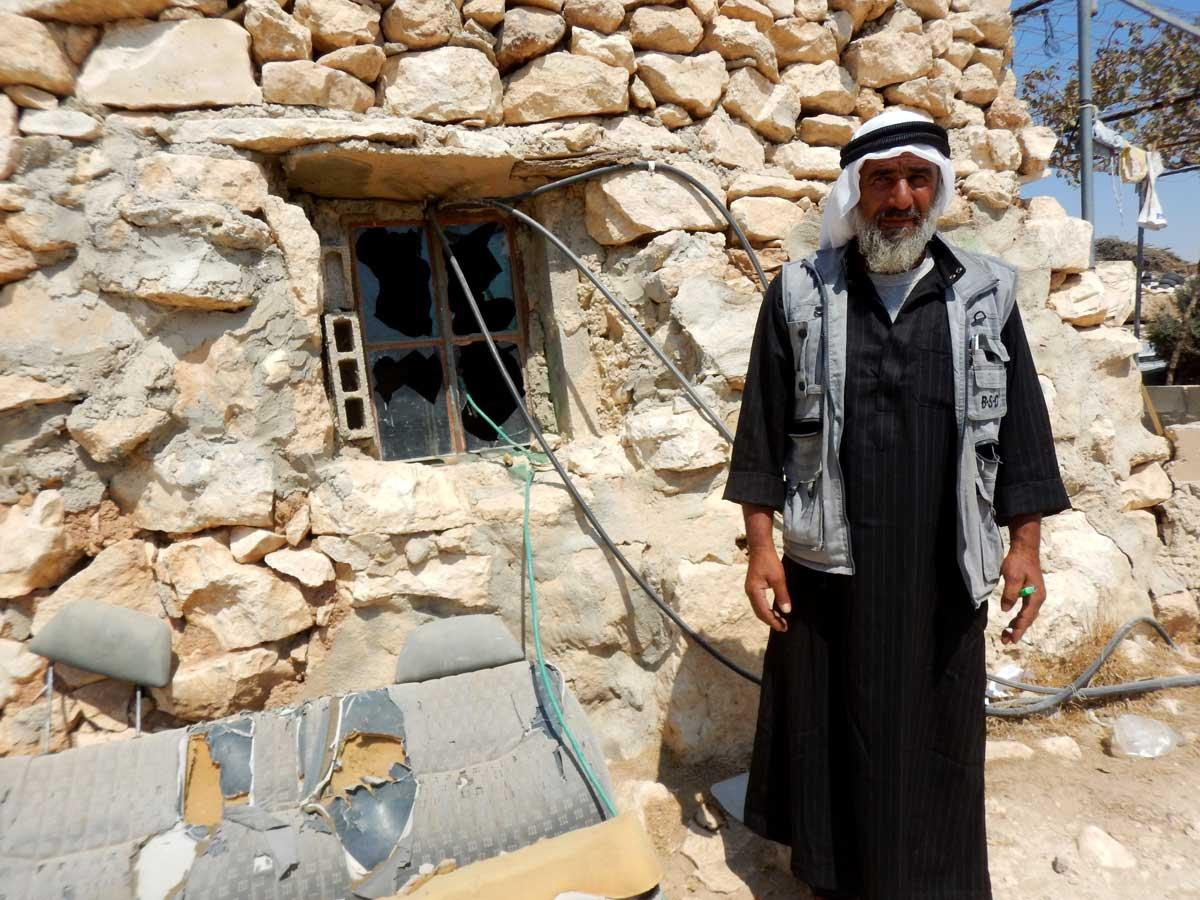
Khirbat al-Mufkaraへの入植者の攻撃によって窓が割れた家

2021年9月、約80人から100人の覆面をしたイスラエル人入植者の暴徒が、マサーフェル・ヤッタを構成する村落の一つであるKhirbat al-Mufkara村へ侵入し、家屋に投石したり、自動車を損壊したりした。12人のパレスチナ人が負傷し、その中には自宅で睡眠中にイスラエル人入植者に石を投げつけられ、頭に打撃を受けた3歳のパレスチナ人の子供も含まれていた。
イスラエルのヤイル・ラピド外務大臣はこれを「暴力的な事件」と呼び、「恐ろしいことで、テロである。これはイスラエルのやり方ではないし、ユダヤ人のやり方でもない。これは暴力的で危険な過激派であり、我々には、彼らを裁きにかける責任がある」と反応した。

### 強制移送
| 表1：マサーフェル・ヤッタにおける強制移送と破壊の危険にさらされている人々と建物の数 |
| ----------------------------------------------------------------------------------- |
| 表1：マサフェル・ヤッタにおける強制移送と破壊の危険にさらされている人々と建物の数   |
| 出典: 国際連合人道問題調整事務所 (OCHA)                                             |

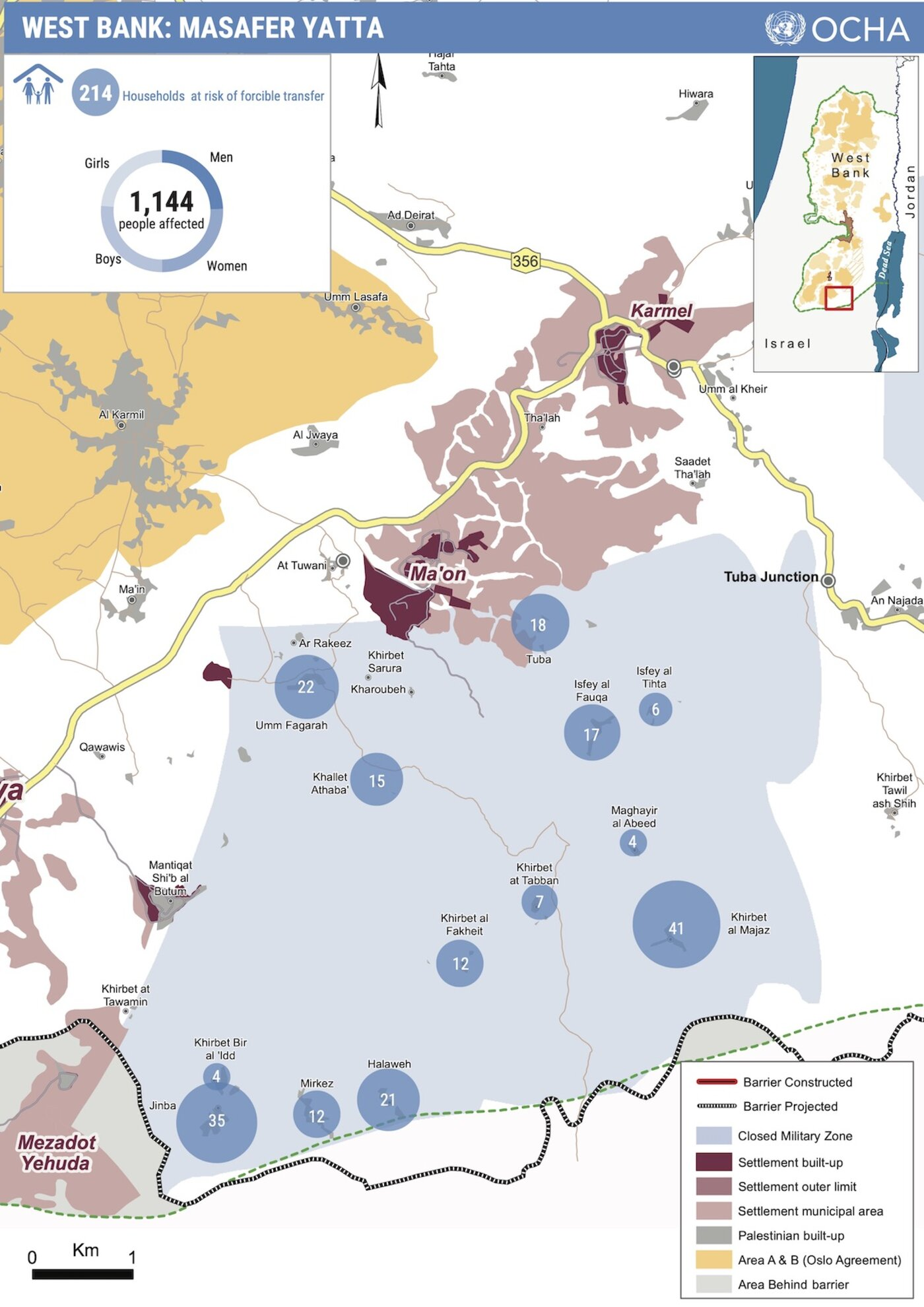
強制移送の危機に瀕する世帯

2022年5月、イスラエル最高裁判所は、12のパレスチナ人村落が存在する3,000ヘクタールの地域に関してはIDFの立場を支持し、1970年代以来最大の強制移送となるであろう、1,000人の住民の追放への道を開いた。判決に関わった裁判官の一人、ダビド・ミンツは、ヨルダン川西岸地区のドレヴというイスラエル入植地に住んでいると報じられた。5月10日、欧州連合（EU）は「入植地の拡張や、破壊、立ち退きは国際法上違法である」とし、ファイアリング・ゾーンの設置は被占領住民の強制移送に対する「必要不可欠な軍事的理由」ではないと述べた。
解体作業が始まると、被害を受けた村の一つであるKhirbet al Fakheitの一家は、冬を越すために自分たちと家畜を繋ぎとめるための空間を洞窟に確保した。2022年9月29日には、Khallet Athabaの80人分の家のブルドーザーでの解体が予定されていた。地元の羊飼いによると、羊飼いたちが使用していた放牧地へのアクセスはその後入植者たちに奪われ、被害を受けたコミュニティを支援したり、または入植者から彼らを守ろうとする活動家の両慈善団体は、通行許可証がないためにその区域の周辺に入ることを許可されなかった。

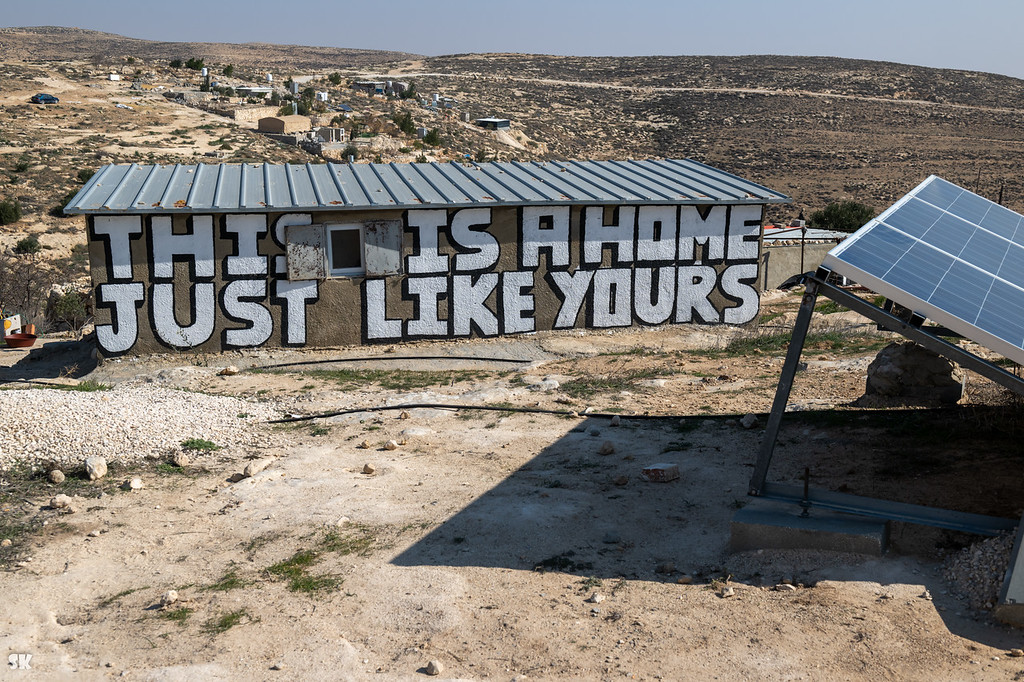
Khallet Athabaの取り壊しの危機にさらされている家に掲げられた抗議文、2023年1月

国連はイスラエルの行動は戦争犯罪に相当する可能性があると述べた。2023年1月2日、ベツェレムは追放を「戦争犯罪へまっしぐら」と表現した。